# Liebe macht blind
|  | Denne artikel er oprettet af botten PalnaBot ud fra en ekstern database. Den kan derfor have sproglige fejl eller mangler. Denne skabelon kan fjernes efter kontrol af indholdet. |

Kærlighed gør blind er en spillefilm instrueret af Axel Breidahl efter manuskript af Axel Breidahl.